# Гомилетика
Гомиле́тика (омиле́тика; др.-греч. ὁμιλητική, homilētikē — «искусство беседы») — прикладная учебная дисциплина, посвящённая искусству проповедничества.

## Происхождение слова
Родственными слову «гомилетика» являются такие древнегреческие слова, как ὁμιλητής (‛омилэтэ́с — собеседник, слушатель, ученик) и ὁμιλία (‛омили́я или гомили́я — беседа, учение, но также сообщество, сожительство, обращение, собрание). Знак придыхания (дасия), с которого начинаются все эти слова, не имеет аналога в русском языке, произносится как «h». При переводе на русский язык звук ὁ произносится тремя способами: «о» (опуская придыхание), «хо» или «го». Отсюда — гомилетика, хомилетика или омилетика.

## Предмет гомилетики в христианстве
Христианская гомилетика тесно связана с пастырским служением. В число обязанностей, которые получает священник при вступлении в должность, входит наставление прихожан, что происходит во время проповедей и является предметом изучения гомилетики.
Также гомилетика рассматривает проповедь в форме речи к народу, то есть в форме ораторской речи, стремясь определить наиболее действенные методики донесения желаемого послания, а также учит разумно пользоваться ими, чтобы проповедь достигала своего назначения.
Одно из названий гомилетики — пастырское богословие, — указывает на связь проповедей с богословием. Гомилетику наряду с другими богословскими дисциплинами преподают в христианских духовных учебных заведениях.